# أمام زادة عسكر (كفشكنان)
أمام زادة عسکر (بالإنجليزية: Emamzadeh Askar)‏ هي منطقة سكنية تقع في إيران في قسم کفشکنان الريفي. يقدر عدد سكانها بـ 17 نسمة .